# Meioneta tincta
Meioneta tincta là một loài nhện trong họ Linyphiidae.
Loài này thuộc chi Meioneta. Meioneta tincta được Rudy Jocqué miêu tả năm 1985.